# デニス・アーウィン
デニス・ジョセフ・アーウィン（Denis Joseph Irwin, 1965年10月31日 - ）は、アイルランド共和国・コーク出身の元サッカー選手、元アイルランド代表。現役時代のポジションはサイドバック。
1990年から2002年まで在籍したマンチェスター・ユナイテッドFCでの数々の成功によって知られ、アレックス・ファーガソン監督が今まで獲得した中で最高の契約の1つとして見られており、後年にかつての同僚ライアン・ギグスが考えるチーム歴代ベストイレブンに選出されるほどだった。また、マンチェスター・ユナイテッド加入以前は、リーズ・ユナイテッドFCとオールダム・アスレティックAFCに在籍し、マンチェスター・ユナイテッド退団後はウルヴァーハンプトン・ワンダラーズFCに2年在籍して現役引退をした。
アイルランド代表としては56試合4得点を記録しており、ベスト16入りした1994 FIFAワールドカップの参加メンバーだった。

## 経歴

### 生い立ち
アイルランド共和国のコークに生まれ、Coláiste Chríost Ríで教育を受ける。全アイルランドシニアハーリング選手権優勝者で、ミュンスターシニアハーリング選手権とミュンスターシニアゲーリックフットボール選手権で数々のメダルを獲得したトムを大叔父に持つアーウィンも同様に少年時代はゲーリックフットボールとハーリングの両方で秀でており、チェスでも優秀だった。また、ハーリングでは、後にサッカーアイルランド共和国代表で同僚となるナイアル・クインと共にユース代表としてクローク・パークで複数回プレーした。

### クラブ

#### リーズ
地元コークを拠点とするエヴァートンAFCでユース時代を過ごしながら、U-16アイルランド代表でプレーしてた際にフットボール2部のリーズ・ユナイテッドAFCからスカウトされて1982年に入団し、1983年11月にプロ契約、1984年にエディ・グレイ (en) 監督の下でFAカップのスカンソープ・ユナイテッドFC戦で初出場を飾る。翌シーズンは主力として活躍していたが、ビリー・ブレムナー監督が就任すると構想外を告げられ、72試合に出場していたリーズを去ることとなった。

#### オールダム・アスレティック
1986年5月に自由契約でオールダム・アスレティックAFCへ移籍したアーウィンは、ジョー・ロイル (en) 監督の下で4季活躍を見せ、特に1990年はフットボールリーグカップで決勝、FAカップでは準決勝に進出しており、その際に対戦したマンチェスター・ユナイテッドFC戦でのプレーが相手のアレックス・ファーガソン監督の目に留まり、1990年6月8日に当時のサイドバックでは破格となる移籍金62万5000ポンドでマンチェスター・ユナイテッドFCとの契約を勝ち取った。

#### マンチェスター・ユナイテッド

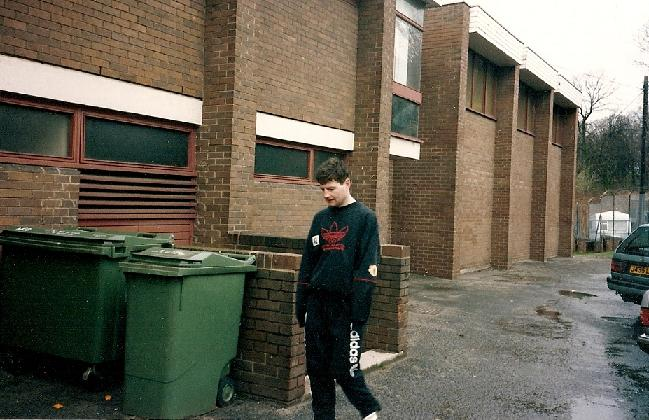
ザ・クリフの外側を歩くアーウィン（1992年）

マンチェスター・ユナイテッドでは、当初マイク・フェラン (en) を控えに追いやり右サイドバックを務めることと思われていたが、両足とも遜色なく蹴る事ができたために左サイドバックとして起用され、1990年8月25日のリーグ戦でのコヴェントリー・シティFC戦で初出場を飾って以降、公式戦529試合に出場。また、チームにはフリーキックのデビッド・ベッカム、ペナルティーキックのエリック・カントナという優秀な選手が居ながらもプレースキッカーを度々任され33得点を記録しており、特に1991年のボクシング・デーで古巣のオールダム戦 (6-2) での2得点、1994-95シーズンの熾烈なタイトルレース終盤で行われ、勝利が絶対条件となっていた1995年5月のサウサンプトンFC戦での決勝点など、記憶に残る得点を挙げている。なお、オールド・トラッフォードでの12年間でプレミアリーグ7回、FAカップ3回の優勝を経験し、その他にもリーグカップ、UEFAチャンピオンズリーグ、UEFAカップウィナーズカップのタイトルを獲得した。
フィリップ・ネヴィル台頭後も30代半ばにして左サイドバックのレギュラーを務め、聖パトリックの祝日にあたる2001年3月17日のレスター・シティFC戦 (2-0) で記念すべきユナイテッドでの出場500試合目を記録していたが、2000-01シーズンになるとミカエル・シルヴェストルに左サイドバックのポジションを奪われ、右サイドバックへまわされる。翌2001-02シーズンは、シルヴェストルの不調から一旦定位置を取り戻したものの、最終的には控えの立場となり、同シーズン終了後に伴って満了となる契約に対して延長の話がなかったため、2002年5月11日のチャールトン・アスレティックFCとの最終節でキャプテンマークを巻き、ユナイテッドでの最後の試合に出場した。長年過ごしたクラブを去る際にファーガソン監督から「私のこれまでの中で最高の調印だった」と賛辞を送られた。

#### ウルヴァーハンプトン・ワンダラーズ
2002年7月23日にフットボールリーグ・チャンピオンシップのウルヴァーハンプトン・ワンダラーズFCと1年契約を締結し、かつての同僚ポール・インスと再会すると、37歳ながらレギュラーとしてリーグ戦43試合、バーンリーFC戦とグリムズビー・タウンFC戦での合計2得点を挙げてプレミアリーグ昇格に貢献した結果、インスと共に契約延長を勝ち取った。昇格を果たした2003-04シーズンは、現役最後のシーズンとして臨んだものの、20年ぶりに昇格したチームを踏みとどまらせることが出来ず、2004年5月15日に現役引退を表明し、翌日のトッテナム・ホットスパーFCとの最終節が現役最後の試合であった。

### 代表
年代別代表で1983年と1984年のUEFA U-18欧州選手権でプレーした後、ジャッキー・チャールトン監督の下で1990年9月12日にダリーマウント・パーク (en) でのモロッコ戦でアイルランド代表として初出場、10月17日のUEFA EURO '92予選でのトルコ戦 (5-0) で公式戦初出場を飾り、1992年4月29日の親善試合でのアメリカ戦 (4-1) で初得点を記録する。1999年11月17日のトルコとのUEFA EURO 2000予選プレーオフ第2戦で1-1の引き分けに終わり、アウェーゴールによって本大会出場を逃した同試合をもって代表引退をしており、1990年から1999年までの間で56試合4得点を記録した。また、1994 FIFAワールドカップにも出場し、初戦のイタリア戦 (1-0) で強豪相手に無得点での勝利に貢献した。

### 引退後
現役引退後は、2004年からMUTVの司会者の仕事のためにマンチェスター・ユナイテッドに戻ってきており、アイルランドのサンデーワールド紙でコラムニストとして活動している。また、RTÉのサッカー中継に携わり、2010 FIFAワールドカップで解説を務めた。

## 獲得タイトル
クラブ
マンチェスター・ユナイテッドFC
- プレミアリーグ : 1992-93, 1993-94, 1995-96, 1996-97, 1998-99, 1999-00, 2000-01
- FAカップ : 1993-94, 1995-96, 1998-99
- フットボールリーグカップ : 1991-92
- FAコミュニティ・シールド : 1990, 1993, 1996, 1997
- UEFAチャンピオンズリーグ : 1998-99
- UEFAカップウィナーズカップ : 1990-91
- UEFAスーパーカップ : 1991
- インターコンチネンタルカップ : 1999

個人
- プレミアリーグ ベストイレブン : 1993-94, 1998-99
- フットボールリーグ・チャンピオンシップ ベストイレブン : 1989-99, 2002-03
- プレミアリーグ10周年記念ベストイレブン (1992年3月-2001年2月) : 2003